# 삼배 손해배상
세배 손해배상이랑 영미법상 개념으로 악의를 가진 피고를 처벌하기 위해 실제손해액의 3배를 배상하도록 하는 것을 말한다. 미국 글레이튼법에 규정된 제도로 미국 반독점사건에서 패한 상대방은 다른 상대방에게 3배 손해배상의 책임을 지므로 이와 같은 3배 손해배상제도는 독점금지소송에서 승리한 당사자가 이전보다 막대한 이익을 얻을 가능성을 마련해줌으로써 소제기 욕구를 자극하고 반경쟁적 행위 당사자에게는 경고적 기능을 한다.

## 사례
아시아나항공과 대한항공이 가격담합을 했다고 주장하며 제기된 집단 소송에서 아시아나항공이 주법상 삼배 배상이라는 거액의 책임을 면하였다.

## 같이 보기
- 징벌적 손해배상